# Matthew Jones
Matthew Robert Jones, detto Matt (Stoke-on-Trent, 11 maggio 1986), è un ex calciatore inglese, di ruolo portiere.

## Palmarès

### Club

#### Competizioni nazionali
- Segunda Liga: 1

Belenenses: 2012-2013